# نيسين (كمياء)
النيسين هو ببتيد مضاد للجراثيم متعدد الحلقات تنتجه بكتيريا Lactococcus lactis والذي يستخدم كمادة حافظة للأغذية يكتب على الاغذية اختصاراً E234 .
يحتوي على 34 بقايا من الأحماض الأمينية ، بما في ذلك الأحماض الأمينية غير الشائعة لانثيونين (لان) ، وميثيلانثيونين (ميلان) ، وديهيدروالانين (دا) ، وحمض ديهيدرو أمينوبوتيريك (دي إتش بي).
يتم إدخال هذه الأحماض الأمينية غير العادية عن طريق تعديل ما بعد الترجمة للببتيد السلائف. في ردود الفعل هذه على الريبوسوم يتم تحويل توليفها 57 مير إلى الببتيد النهائي. الأحماض الأمينية غير المشبعة تنشأ من السيرين وثريونين ، والإضافة المحفزة بالإنزيم لبقايا السيستين إلى الأحماض الأمينية ديدهيدرو ينتج عنها جسور ثيوثير متعددة (5).
في الصناعات الغذائية، يتم الحصول على النيسين من استزراع بكتريا «المكورات اللبنية» L. lactis على مواد طبيعية، مثل الحليب أو سكر العنب ، ولا يتم تصنيعه كيميائيًا.
تم عزله في الأصل في أواخر الثلاثينيات من القرن الماضي، وتم إنتاجه منذ الخمسينيات من القرن الماضي باسم Nisaplin من مصادر طبيعية من قبل Aplin و Barrett في مختبرات في Beaminster في Dorset (مملوكة الآن لـ DuPont ) بالمملكة المتحدة، وتمت الموافقة عليها كمادة مضافة للاستخدام الغذائي في الولايات المتحدة في أواخر الستينيات. 

## الخصائص
في حين أن معظم البكتريوسينات بشكل عام تمنع الأنواع ذات الصلة الوثيقة فقط، فإن النيسين هو مثال نادر على بكتريوسين «واسع الطيف» الفعال ضد العديد من الكائنات إيجابية الجرام ، بما في ذلك بكتيريا حمض اللاكتيك (التي ترتبط عادةً بتجنب تلف الطعام) ، الليستريا مونوسيتوجينيس ، المكورات العنقودية الذهبية ، العصوية الشمعية ، المطثية الوشيقية ، إلخ. كما أنه فعال بشكل خاص ضد الجراثيم. يتم حماية البكتيريا سالبة الجرام بواسطة غشاءها الخارجي ولكنها قد تصبح عرضة لعمل النيسين بعد صدمة الحرارة أو عندما يقترن هذا مع .
النيسين قابل للذوبان في الماء ويمكن أن يكون فعالًا عند مستويات تقترب من نطاق الأجزاء لكل مليار. يمكن قياس تركيز Nisin باستخدام تقنيات مختلفة مثل اللوني أو عن طريق اختبار حيوي بسيط لنشر الأجار. 

## التطبيقات

### الاستخدام الغذائى
يستخدم Nisin في الجبن واللحوم والمشروبات وغيرها أثناء الإنتاج لإطالة العمر الافتراضي عن طريق قمع التلف موجب الجرام والبكتيريا المسببة للأمراض.  في الأطعمة، من الشائع استخدام النيسين بمستويات تتراوح من ~ 1-25 جزء في المليون، اعتمادًا على نوع الطعام والموافقة التنظيمية. كمضاف غذائي ، يحتوي nisin على رقم E من E234.

### استخدامات آخرى
نظرًا لطيف نشاطه الانتقائي الطبيعي، يتم استخدامه أيضًا كعامل انتقائي في الوسائط الميكروبيولوجية لعزل البكتيريا سالبة الجرام والخميرة والعفن.
تم استخدام Nisin أيضًا في تطبيقات تغليف المواد الغذائية ويمكن أن يكون بمثابة مادة حافظة من خلال الإطلاق المتحكم به على سطح الطعام من عبوات البوليمر. 
بالاشتراك مع ميكونازول تمت دراسته كعلاج محتمل لعدوى المطثية العسيرة .

## لقراءة المزيد
- Fukase، Koichi؛ Kitazawa، Manabu؛ Sano، Akihiko؛ Shimbo، Kuniaki؛ Fujita، Hiroshi؛ Horimoto، Shingo؛ Wakamiya، Tateaki؛ Shiba، Tetsuo (1988). "Total synthesis of peptide antibiotic nisin". Tetrahedron Letters. ج. 29 ع. 7: 795–798. DOI:10.1016/s0040-4039(00)80212-9. ( التوليف الكلي )
- Buchman، GW؛ Banerjee، S؛ Hansen، JN (1988). "Structure, expression, and evolution of a gene encoding the precursor of nisin, a small protein antibiotic". J Biol Chem. ج. 263 ع. 31: 16260–6. PMID:3141403. ( تخليق حيوي )
- http://medicalxpress.com/news/2012-10-common-food-tumor-growth.html
- موسوعة علم الأحياء الدقيقة الغذائي - صفحة 187 books.google.ae/books؟(ردمك 0123847338)رقم ISBN 0123847338